# Hmong
Hmong eller Hmong-folket er en befolkningsgruppe som lever i de bjergrige egne af Sydøstasien, i det (sydlige Kina samt de nordlige dele af Thailand, Vietnam, Laos) og i mindre omfang også i Burma (Myanmar). Hmong-folket stammer oprindeligt fra det sydlige Kina, hvorfra nogle udvandrede i det 18. århundrede og drog sydpå til bakke- og bjergområderne i den nordlige del af Sydøstasien. Der lever ca. 9,6 mio. Hmong i Kina ifølge folketællingen i 2000, hvortil kommer 1½-2 millioner i de øvrige lande.

## Eksterne links
- WWW Hmong Homepage – med Hmong nyheder, historiske og kulturelle informationer, m.m. Arkiveret 17. april 2012 hos  Wayback Machine
- Hmong Studies, Internet Resource Center – med Hmong Studies Journal udgivet siden 1996

- Wikimedia Commons har flere filer relateret til Hmong

| Folkeslag | Spire Denne artikel om folkeslag eller etnografi er en spire som bør udbygges. Du er velkommen til at hjælpe Wikipedia ved at udvide den. |